# East Greenwich (Nueva York)
East Greenwich es un área no incorporada (o conocidas como aldea) ubicada en el condado de Washington en el estado estadounidense de Nueva York. East Greenwich se encuentra ubicada dentro del pueblo de Pomfret.

## Geografía
East Greenwich se encuentra ubicada en las coordenadas 43°07′54″N 73°28′38″O / 43.13167, -73.47722.